# Jan Rilski

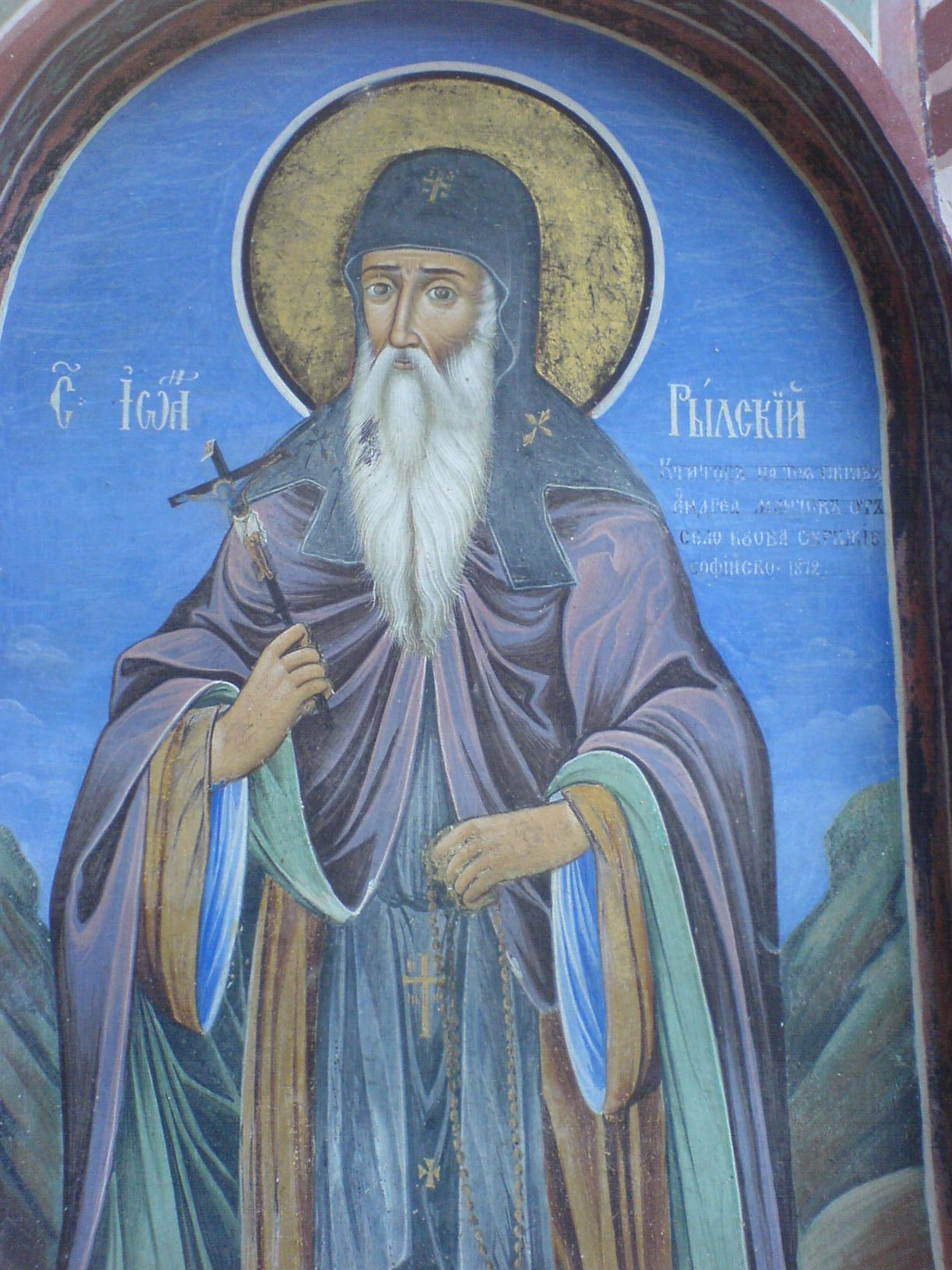
Jan Rilski – fresk z monasteru rylskiego

Jan Rilski (także: Iwan Rilski, Iwan z Riły; ur. ok. 876 roku w Skrinie koło Sredecu, zm. 18 sierpnia 946) – bułgarski mnich prawosławny, który większość swego życia spędził w pustelni rilskiej w bułgarskich górach Riła, modląc się i poszcząc. Jego relikwie znajdują się w rilskim monastyrze.
Wizerunek Jana Rilskiego został umieszczony na bułgarskiej monecie obiegowej o nominale 1 lewa wyemitowanej w 2002 roku.

## Kult
Święty wspominany jest dwukrotnie:
- 18 sierpnia (18/31 sierpnia według kalendarza juliańskiego) – w rocznicę śmierci;
- 19 października (19 października/1 listopada według kalendarza juliańskiego) – w rocznicę przeniesienia relikwii do Tyrnowa (1238)[2].